# Chiesa di Santa Maria Assunta (Locatello)
La chiesa di Santa Maria Assunta è il principale luogo di culto cattolico della località di Locatello in provincia e diocesi di Bergamo; fa parte del vicariato di Rota d'Imagna.

La chiesa, ritenuta la più anrica della Valle Imagna, conserva un trittico opera cinquecentesca di Andrea Previtali, e un dipinto di Agostino Facheris

## Storia
La presenza di una chiesa parrocchiale nella località di Locatello risulta presente già prima del X secolo: è ritenuta dallo storico Luigi Pagnoni la più antica del territorio della Valle Imagna. Malgrado non vi sia conferma, la presenza di affreschi risalenti al quattrocento conferma la presenza di una chiesa antica. Un documento conservato presso l'archivio della curia di Bergamo indicata nel 1356 la “ecclesia […] de locatello contrate de valdimania debet quolibet anno dare censum librarum”. Il documento pur non citando l'intitolazione dell'edificio di culto, ne conferma la presenza antica essendo citata come ecclesia. Serve considerare che se la chiesa dei Santi Simone e Giuda era sussidiaria ed è risalente al 1366, questa dedicata alla Madonna è probabilmente risalente a qualche decennio precedente, quindi ai primi decenni del Trecento. Nel Quattrocento la chiesa risulta fosse spoglia da arredi e pitture, come indicato in un lascito testamentario del 1446 di un certo “Vitale f[ilius]. q[uondam]. Morandi de locatello” che donò 4 lire imperiali per la sua decorazione: «tempore quo ipsa ecclesia fuerit depegta». Gli affreschi presenti risalgono a quel periodo. Molti furono i lasciti testamentari facendo della chiesa la più ricca della valle, con la nomina di sindaci che ne curavano la gestione e le relative spese.
La conferma della presenza di un edificio di culto è indicata anche dalle pitture a fresco che l'aula conserva. La chiesa risulta essere smembrata da quella di Corna nel 1540 e consacrata con il titolo a santa Maria Assunta nil 17 agosto 1561.
Nel XIX secolo la chiesa non rispondeva più alle esigenze della comunità si decise quindi l'edificazione di un nuovo edificio. La costruzione richiese alcuni anni, venendo iniziata nel 1836 e finita nel 1841 per essere nuovamente ampliata con l'allungamento della navata nel 1841. Il 12 gennaio 1912 fu visitata e consacrata dal vescovo di Bergamo Giacomo Radini-Tedeschi, che oltre a confermarne l'intitolazione a Maria Assunta fece dono delle reliquie dei santi Innocente e Alessandro di Bergamo, che furono sigillate nella nuova mensa dell'altare maggiore.
Nel 1930 l'edificio fu oggetto di una ristrutturazione su guida dell'architetto Luigi Angelini, che ne progettò lo cupola e i quattro altari laterali, lavori terminarono nel 1932.
Con decreto del 27 maggio 1979 del vescovo Giulio Oggioni la parrocchiale è inserita nel vicariato locale di Rota d'Imagna.

## Descrizione

Chiesa di Santa Maria Assunta

### Esterno
L'edificio di culto dal classico orientamento liturgico con abside a est, posto in posizione sopraelevata, è anticipato dal sagrato in selciato, delimitato da un muretto. La facciata è divisa su due ordini da una cornice marcapiano e presenta un'alta zoccolatura di base e lesene, che la suddividono in cinque settori di misure differenti. Le lesene hanno basamento e sono coronate da capitelli. L'ordine inferiore presenta centralmente l'ingresso maggiore con paraste modanate e architrave, su cui poggia il timpano triangolare. Le sezioni laterali terminano con un pinnacolo. L'ordine superiore è tripartito e le lesene reggono il frontone con il timpano triangolare culminante con la croce ferrea e con un'apertura a stella centrale. Una finestra semicircolare è posta della sezione centrale.

### Interno
L'interno a unica navata a pianta rettangolare è divisa da lesene in cinque campate. Le lesene stuccate a lucido sono complete di zoccolatura e capitello e reggono la trabeazione e il cornicione dove s'imposta la volta a tutto sesto. Il fonte battesimale è presente a sinistra della prima campata. L'altare dedicato alla Madonna del Rosario è inserito nella terza campata a sinistra, a cui corrisponde a destra l'altare dedicato a san Giuseppe. Segue nella quinta campata a sinistra la cappella dedicata a san Luigi e a destra della Madonna Assunta. 
La zona presbiteriale di misura inferiore alla navata è a pianta rettangolare rialzata da cinque gradini con copertura da tazza emisferica. Il coro absidato con volta a tazza conclude il presbiterio.
La chiesa conserva opere di pregio, tra le quali il trittico e il dipinto Madonna col Bambino e santi Giovanni Battista e Gerolamo di Andrea Previtali detto Cordeaghi,  la pala di Locatello di Agostino Facheris del 1536 raffigurante: Madonna col Bambino e i santi Pietro, Paolo, Stefano e Giovanni Battista.